# Ochotona pallasi
Thỏ cộc Pallas (Ochotona pallasi), (tiếng Anh: Pallas's Pika), còn được gọi là thỏ cộc Mông Cổ, là một loài động vật có vú nhỏ trong Họ Ochotonidae của Bộ Thỏ. Chúng chủ yếu được tìm thấy ở các vùng núi phía tây Mông Cổ. Loài này được Gray mô tả năm 1867.

## Hình ảnh

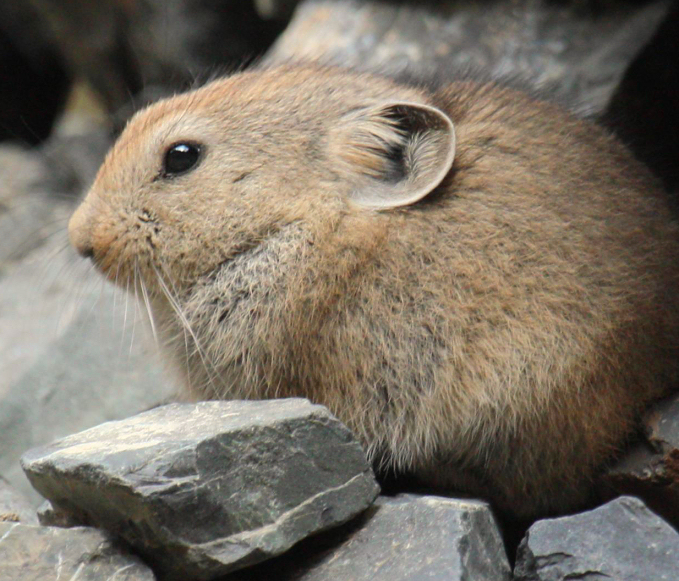